# Љекаровце
Љекаровце (слч. Lekárovce) насељено је мјесто са административним статусом сеоске општине (слч. obec) у округу Собранце, у Кошичком крају, Словачка Република.

## Становништво
| Година:    | 1994. | 2004.   | 2014.   | 2024.    |
| ---------- | ----- | ------- | ------- | -------- |
| Број људи: | 1119  | 1035    | 940     | 835      |
| Разлика:   |       | -7,50 % | -9,17 % | -11,17 % |

| Година:    | 2023. | 2024.   |
| ---------- | ----- | ------- |
| Број људи: | 834   | 835     |
| Разлика:   |       | +0,11 % |

Према подацима о броју становника из 2011. године насеље је имало 962 становника.